# 39 Dywizja Strzelecka Wojsk Konwojujących NKWD
39 Dywizja Strzelecka Wojsk Konwojujących NKWD (ros. 39-я дивизия конвойных войск НКВД СССР) – jedna z dywizji piechoty wojsk NKWD z okresu II wojny światowej a także lat powojennych.

## Historia
Została sformowana w sierpniu 1943 w Swierdłowsku. Rozwiązana w lipcu 1951.